# Sophie Heidi Kam
Sophie Heidi Kam, née en 1968 à Ouagadougou, est une écrivaine, poétesse et dramaturge burkinabé d'expression française. Son travail comprend de la poésie, des pièces de théâtre et des histoires. Elle est considérée comme la première femme dramaturge au Burkina Faso et a été honorée huit fois au Grand Prix National des Arts et des Lettres.

## Biographie

### Enfance et études
Sophie Kam naît en 1968 à Ouagadougou au Burkina Faso. Elle étudie la littérature à l' Université de Ouagadougou et a également une formation d'informaticienne axée sur les réseaux et les télécommunications. Son premier travail publié date de 1997, lorsqu'elle est incluse dans une anthologie réalisée par Traoré Sibiri Omar pour l'organisation suisse d'échanges culturels Nawao Production.
Kam publie sa première pièce, Et le soleil sourira à la mer, en 2008. Elle est considérée comme la première femme dramaturge au Burkina Faso. Parmi les autres œuvres théâtrales publiées, citons Nos jours dʼhier et Qu'il en soit ainsi, qui ont remporté le premier prix au Grand Prix national des arts et des lettres en 2012,. Sa pièce la plus récente est Du Caviar Pour un Lapin.
En 2009, elle publie coup sur coup plusieurs recueils de poésie, dont Pour un asile, Offrande et Sanglots et symphonies . Elle a également écrit des livres pour enfants. Son travail traite de la société au Burkina Faso et de l'impact du conflit militaire au Sahel sur la population de la région.
Sophie Kam a remporté à huit reprises des prix au grand prix national des arts et des lettres (GPNAL) à différentes éditions de la semaine nationale de la culture (SNC) au Burkina Faso,.
En 2019, elle remporte la toute première Plume d'or du ministère du Commerce, de l'Industrie et de l'Artisanat. En 2021, son recueil de poésie Mémoires vivantes remporte le grand prix du Salon international du livre de Ouagadougou et est publié l'année suivante,.
Elle dit qu'elle est inspirée par sa grand-mère maternelle, qui racontait des histoires folkloriques et chantait lors de cérémonies villageoises. Kam a ensuite voyagé de village en village pour recueillir des contes folkloriques afin d'enregistrer cet héritage oral.
Elle rejoint l'association Mots d'Elles fondée le 20 novembre 2021 à Ouagadougou qui se donne pour objectif de favoriser l'émergence d'une littérature nationale féminine de qualité. L'association compte parmi ses membres les écrivaines burkinabées  Monique Ilboudo et Bernadette Sanou Dao.

## Distinctions
Filo 2023 : Prix FDCT dans la catégorie - Théâtre

## Œuvres choisies

### Pièces
- Et le soleil sourira à la mer, 2008
- Nos jours d'hier, 2013
- Qu'il en soit ainsi, 2014

### Poésie
- Pour un asile, 2009
- Sanglot et symphonies, 2009
- Offrande, 2009
- Quêtes, 2009 (réédition)
- Mémoires vivantes, 2022